# Dario Marianelli
Dario Marianelli (Pisa, Tuscania, 21 de Junho de 1963) é um compositor italiano de trilhas sonoras.
Amigo e colaborador de Joe Wright, Marianelli começou a fazer parceria desde 2005, por exemplo: Pride & Prejudice (2005) (o primeiro filme da parceria Marianelli e Wright), Atonement (2007), The Soloist (2009) e Anna Karenina (2012). Exceto dois, Hanna (2011), foi composta por The Chemical Brothers e Pan (2015), foi composta por John Powell.

## Filmografia
- 1994 - Alisa
- 1995 - The Long Way Home
- 1997 - The Sheep Thief
- 1997 - I Went Down
- 1999 - Preserve
- 2000 - Being Considered
- 2001 - The Man Who Bought Mustique
- 2001 - Pandaemonium
- 2001 - The Warrior
- 2002 - The Visitor
- 2002 - Blood Strangers
- 2002 - In This World
- 2003 - I Capture the Castle
- 2003 - This Little Life
- 2005 - The Brothers Grimm
- 2005 - Sauf le Respect que je Vous Dois
- 2005 - Pride & Prejudice
- 2006 - The Return
- 2006 - V for Vendetta
- 2006 - Opal Dream
- 2007 - Atonement
- 2007 - Far North
- 2007 - Goodbye Bafana
- 2007 - The Brave One
- 2007 - We Are Together
- 2007 - Beyond the Gates
- 2008 - Shrooms
- 2009 - The Soloist
- 2009 - Everybody's Fine
- 2009 - Agora
- 2010 - Eat Pray Love
- 2011 - Jane Eyre
- 2012 - Anna Karenina
- 2018 - Bumblebee (2018)